# 2-庚醇
2-庚醇是一种有机化合物，为庚醇的同分异构体之一。它是一种仲醇，羟基在第二个碳原子上。
2-庚醇具有手性，存在R/S异构体。它可由2-庚酮在乙醇中被钠还原制得。